# Ermen Benítez
Ermen de Jesús Benítez Mesías (né le 4 mai 1961 à Esmeraldas en Équateur) est un joueur de football international équatorien, qui évoluait au poste d'attaquant.
Son fils, Christian, était également footballeur.
Il est le meilleur buteur du championnat équatorien avec 191 buts.

## Biographie

### Carrière en sélection
Avec l'équipe d'Équateur, il joue 19 matchs (pour 8 buts inscrits) entre 1984 et 1989. 
Il figure notamment dans le groupe des sélectionnés lors de la Copa América de 1989.

## Palmarès
| El Nacional - Championnat d'Équateur (4) : - Champion : 1982, 1983, 1984 et 1986. - Meilleur buteur : 1987 (23 buts), 1989 (23 buts) et 1990 (28 buts). |  | Barcelona - Championnat d'Équateur (1) : - Champion : 1991. |